# أنجيلو مينون
أنجيلو مينون (بالإيطالية: Angelo Menon)‏ هو دراج إيطالي، ولد في 29 أكتوبر 1919 في فيرونا في إيطاليا، وتوفي في 13 ديسمبر 2013 في مونبلييه في فرنسا.

## وصلات خارجية
- أنجيلو مينون على موقع أرشيف الدراجات (الإنجليزية)
- أنجيلو مينون على موقع إحصائيات الدراجات الإحترافية (الإنجليزية)
- أنجيلو مينون على موقع CycleBase (الإنجليزية)